# 410-ті до н. е.

## Події
- Продовжувалася Пелопоннеська війна між союзами давньогрецьких міст-держав під проводами Афін та Спарти.
- Царем Персії був Дарій II
- Правління імператора Вейлі у державі Східна Чжоу у Китаї. Східна Чжоу до цього періоду занепала, сусідні китайські держави посилилися, розпочався період Чжаньґо.
- Закат Ольмекської цивілізації в Мезоамериці.

## Персоналії

### Діяльність
- Давньогрецький драматург Евріпід, зокрема драми «Геракл», «Іфігенія в Тавриді», «Іон», «Єлена», «Фінікіянки», «Електра» та інші.
- Давньогрецький драматург Арістофан, зокрема драми «Птахи», «Лісістрата», «Жінки на святі Тесмофорій»
- Китайський філософ Мо-цзи